# الميدان الأوروبي
الميدان الأوروبي (بالأوكرانية: Євромайдан) هو اسم يشير إلى الاحتجاجات والاضطراب الأهلي الذي بدأ في ليلة 21 نوفمبر 2013 في أوكرانيا، عندما بدأ مواطنون احتجاجات عفوية[بحاجة لمصدر] في العاصمة كييف بعد أن علقت الحكومة التحضيرات لتوقيع اتفاقية الشراكة واتفاقية التجارة الحرة مع الاتحاد الأوروبي. نتيجة لذلك، طالب المتظاهرون باستقالة الحكومة الحالية، وعزل الرئيس فيكتور يانوكوفيتش، كما طالبوا بانتخابات مبكرة.
تجري المظاهرات وسط حضور شرطي كثيف، وانضمام عدد متزايد من طلبة الجامعات إلى التظاهرات. العنف المتصاعد من جانب قوات الشرطة أدى إلى زيادة أعداد المتظاهرين، حيث تظاهر ما بين 400,000 و800,0000 متظاهر في كييف في 1 ديسمبر حيث كان التظاهر في أوجه. أثناء المظاهرات دمر محتجون نصبًا لفلاديمير لينين قرب ساحة بيسارابسكايا في كييف.
قدم الرئيس الأوكراني شروطًا لانضمام بلاده إلى اتفاقية الشراكة الانتسابية مع الاتحاد الأوروبي، كانت الشروط هي استئناف تعاون أوكرانيا مع البنك الدولي وإعادة الاتحاد الأوروبي النظر في القيود المفروضة على بعض قطاعات الاقتصاد الأوكراني وإزالة التناقضات التي تعوق تعاون أوكرانيا التجاري مع دول الاتحاد الجمركي (روسيا وكازاخستان وبلاروسيا). تحدث رئيس الوزراء أيضًا عن حاجة البلاد إلى 20 مليار دولارا من المساعدات الأوروبية لتوقيع اتفاقية الشراكة. وفي 15 ديسمبر، علق الاتحاد الأوروبي العمل المتعلق باتفاقية التجارة مع أوكرانيا. علل مفوض شؤون توسيع الاتحاد هذا الإجراء بعدم استجابة الطرف الأوكراني لشروط الاتحاد التي تخص مباحثات اتفاق التجارة.
وقد اقترح الرئيس الأوكراني عقد طاولة مستديرة تضم قادة البلاد السياسيين والدينيين لحل الأزمة، ورفضت رئيسة الوزراء السابقة يوليا تيموشينكو المسجونة بسبب تهم فساد هذا الاقتراح، وطالبت بفرض عقوبات اقتصادية من «المجتمع الديمقراطي العالمي» على أوكرنيا ومنع سفر القيادات الحالية. في 16 ديسمبر، اقترح نواب حزب الأقاليم الذي يحكم البلاد على رئيس الوزراء ميكولا أزاروف تغييرًا وزاريًا يشمل 90% من الحكومة، لكنهم لم يطلبوا استقالة رئيس الوزراء نفسه.
في 17 ديسمبر، بعد توجه الرئيس فيكتور يانوكوفيتش إلى روسيا، أعلن الرئيس الروسي فلاديمير بوتين أن بلاده ستستثمر 15 مليار دولارا في السندات الحكومية الأوكرانية وأنها ستخفض سعر الغاز المورد إلى أوكرانيا بمقدار الثلث، وقال بوتن «نقول دائمًا أنه شعب شقيق وبلد شقيق، لذلك علينا التحرك مثل أهل ودعم الشعب الأوكراني الذي يواجه وضعًا صعبًا». أحد زعماء المعارضة الأوكرانية وهو فيتالي كليتشكو علق أمام آلاف المحتجين بالقول أن رئيس البلاد فرط في المصالح الوطنية بالموافقة على حزمة الإنقاذ الروسية.
في 19 ديسمبر، أيد البرلمان الأوكراني قانونًا يشرع إعفاء المحتجين الملقى القبض عليهم من الملاحقة القضائية وإطلاق سراحهم واعتبارهم أبرياء من غير أصحاب السوابق. وصف رئيس حزب سفوبودا المعارض القانون بأنه «الخطوة الأولى لتلبية مطالب المعارضة».
في 22 يناير 2014، قامت القوات الخاصة (بيركوت) بإزالة متاريس أقامها المعتصمون في شارع غروفيشكي وقتل شخصان. أمر الرئيس بتحقيق حول ملابسات قتل الشخصين. لكن عدد القتلى جراء اشتباكات 22 يناير ارتفع إلى 5 قتلى. في 23 يناير اجتمع الرئيس يانوكوفيتش مع فيتالي كليتشكو رئيس حزب أودار وأرسيني ياتسينيوك رئيس كتلة «الوطن» البرلمانية ورئيس حزب سوفوبدا أوليغ تياغنيبوك، قدم الرئيس اقتراحًا مفاده الإفراج عن المعتقلين وإيقاف أعمال العنف من قبل القوات الأمنية مقابل إيقاف الأعمال العدائية التي يقوم بها المتظاهرون. أثار المقترح ردود فعل متباينة، لكن مآله كان الرفض وتوسعت رقعة الاعتصام لتشمل شارع غروشيفسكي.
في 25 يناير، عرض الرئيس فيكتور يانوكوفيتش منصب رئيس الوزراء على أرسيني ياتسينيوك ومنصب نائب رئيس الوزراء على فيتالي كليتشكو. ياتسينيوك قال إن المعارضة لا تستبعد ولا تقبل اقتراح الرئيس، ونقل عنه موقع حزبه قوله أن «البلاد على حافة الإفلاس وخزانة الدولة فارغة. لذلك هم يريدون تفادي المسؤولية وينتظرون منا ردا بشأن ما إذا كنا سنقبل المسؤولية أم لا».
في 27 يناير، قدم ميكولا أزاروف استقالته لرئيس البلاد، قال أزاروف أنه طلب من الرئيس قبول استقالته «لتوفير شروط إيجابية لحل سياسي وتسوية سلمية للأزمة».
المتظاهرون احتلوا منشآت حكومية في أكثر من مدينة، وقد وقع مبنى وزارة العدل لاحتلال المتظاهرين الذين دعاهم فيتالي كليتشكو إلى إنهاء احتلالهم. وقامت الحكومة بتشديد الحراسات على المنشآت النووية.
في 31 يناير صدر بيان عن وزارة الدفاع الأوكرانية يقول إن «العسكريين والموظفين الآخرين في الوزراة يدعون الرئيس إلى اتخاذ تدابير عاجلة في إطار القانون الحالي لإرساء الاستقرار في البلاد».

## نظرة عامة
بدأت المظاهرات ليلة 21 نوفمبر 2013، عندما اندلعت الاحتجاجات في العاصمة كييف، بعد أن علقت الحكومة الأوكرانية الاستعدادات لتوقيع اتفاقية الشراكة بين أوكرانيا والاتحاد الأوروبي، سعيًا لتوثيق العلاقات الاقتصادية مع روسيا. بدأت الاشتباكات بين المتظاهرين والشرطة في 24 نوفمبر 2013، وسعى المتظاهرون لكسر الطوق. استخدمت الشرطة الغاز المسيل للدموع والهراوات، كما استخدم المتظاهرون الغاز المسيل للدموع وبعض المفرقعات النارية (كان المتظاهرون أول من استخدمها وفقًا لما ورد عن الشرطة).
انضم المزيد من طلاب الجامعات إلى الاحتجاجات بعد أيام قليلة من المظاهرات. وُصف الميدان الأوروبي بأنه حدث ذو رمزية سياسية كبيرة للاتحاد الأوروبي، لا سيما أنه شكل «أكبر تجمع مؤيد لأوروبا على الإطلاق في التاريخ».
استمرت الاحتجاجات رغم تواجد الشرطة المكثف، ودرجات الحرارة المنخفضة والثلوج. أدى تصاعد العنف من القوات الحكومية في الصباح الباكر من يوم 30 نوفمبر إلى ارتفاع مستوى الاحتجاجات، إذ تظاهر ما بين 400.000 و800.000 متظاهر، بحسب السياسي المعارض الروسي بوريس نيمتسوف، وذلك في كييف في عطل نهاية الأسبوع الواقعة في 1 ديسمبر و8 ديسمبر.
تذبذب حضور الاحتجاج بين 50000-200000 أثناء التجمعات المنظمة في الأسابيع التي سبقت ذلك. وقعت أعمال شغب عنيفة في 1 ديسمبر و19 يناير حتى 25 يناير ردًا على وحشية الشرطة وقمع الحكومة. احتُلت العديد من مباني محافظي الأوبلاستات الغربية (المقاطعات) والمجالس الإقليمية في تمرد من قبل ناشطي الميدان الأوروبي منذ 23 يناير. حاول المتظاهرون في المدن الناطقة بالروسية بما فيها زاباروجيا وسومي ودنبرو، الاستيلاء أيضًا على مبنى حكومتهم المحلية، وقوبلوا بقوة كبيرة من كل من الشرطة وأنصار الحكومة.

كتبت الصحفية ليسيا بوشاك في عدد 19 فبراير 2014 من مجلة نيوزيك:
«أضحى الميدان الأوروبي شيئًا أكبر بكثير من مجرد رد فعل غاضب على صفقة الاتحاد الأوروبي الفاشلة، وأصبح الأمر متعلقًا بإسقاط يانوكوفيتش وحكومته الفاسدة، وإرشاد أوكرانيا بعيدًا عن علاقتها المتشابكة والسيئة الممتدة على مدار مئتي عام مع روسيا، والدفاع عن حقوق الإنسان الأساسية في الاحتجاج والتحدث والتفكير بحرية والعمل السلمي دون التهديد بالعقاب».
حدثت نقطة تحول في أواخر فبراير، عندما فر عدد معتبر من أعضاء حزب الرئيس أو انشقوا حتى يفقد الحزب أغلبيته في البرلمان، ما جعل المعارضة كبيرةً بما يكفي لتشكيل النصاب القانوني اللازم. سمح ذلك للبرلمان بإقرار سلسلة من القوانين التي أخلت الشرطة من كييف، وألغت العمليات المناهضة للاحتجاج، وأعادت دستور عام 2004، وأطلقت سراح المعتقلين السياسيين، وأطاحت بالرئيس يانوكوفيتش وأقالته من منصبه. فر يانوكوفيتش إلى خاركيف، ثاني أكبر مدينة في أوكرانيا، رافضًا الاعتراف بقرارات البرلمان. حدد البرلمان إجراء انتخابات مبكرة في مايو 2014.
وجدت محكمة أوكرانية في أوائل عام 2019 أن يانوكوفيتش مذنب بالخيانة العظمى. كما اتُهم يانوكوفيتش بمطالبة فلاديمير بوتين بإرسال قوات روسية لغزو أوكرانيا بعد فراره من البلاد. لن يكون للتهم تأثير حقيقي كبير على يانوكوفيتش- 69 عامًا- الذي يعيش في المنفى في مدينة روستوف الروسية تحت الحراسة المسلحة منذ فراره من أوكرانيا في 2014.

## اشتباكات فبراير 2014
في 18 فبراير، نشبت اشتباكات بين محتجين والشرطة الأكرانية، استخدمت الشرطة الذخائر المطاطية والحية، واستخدم المحتجون الأسلحة النارية أيضًا. أوقعت هذه الاشتباكات 26 قتيلًا ومئات المصابين. توصل الرئيس يانوكوفيتش وزعماء المعارضة إلى هدنة في 20 فبراير، سرعان ما قطعت بتجدد الاشتباكات التي ارتفع عدد ضحاياها إلى ما يزيد عن 60 قتيلًا. موجة العنف هذه استتبعت فرض الاتحاد الأوروبي لعقوبات على الحكومة الأوكرانية، تتضمن العقوبات حظر شراء السلاح والمنتجات الأمنية من الاتحاد الأوروبي وحظر سفر مسؤولين أوكرانيين. جرت مفاوضات في بين الرئيس الأوكراني وزعماء المعارضة مساء 20 فبراير، وأعلنت الرئاسة أن اتفاقًا سيوقع ظهر اليوم التالي. في 22 فبراير، صوت البرلمان الأوكراني على عدة قرارات:
- العودة لدستور 2004.[27]
- عزل وزير الداخلية فيتالي زهارتشينكو وتعيين أرسين أفالكوف مكانه.[27]
- الإطلاق الفوري ليوليا تيموشينكو التي تعالج في أحد المستشفيات من آلام كبيرة في الظهر.[28]
- تحديد يوم 25 مايو المقبل لإجراء انتخابات رئاسية جديدة.[27]

## ضد الميدان الأوروبي

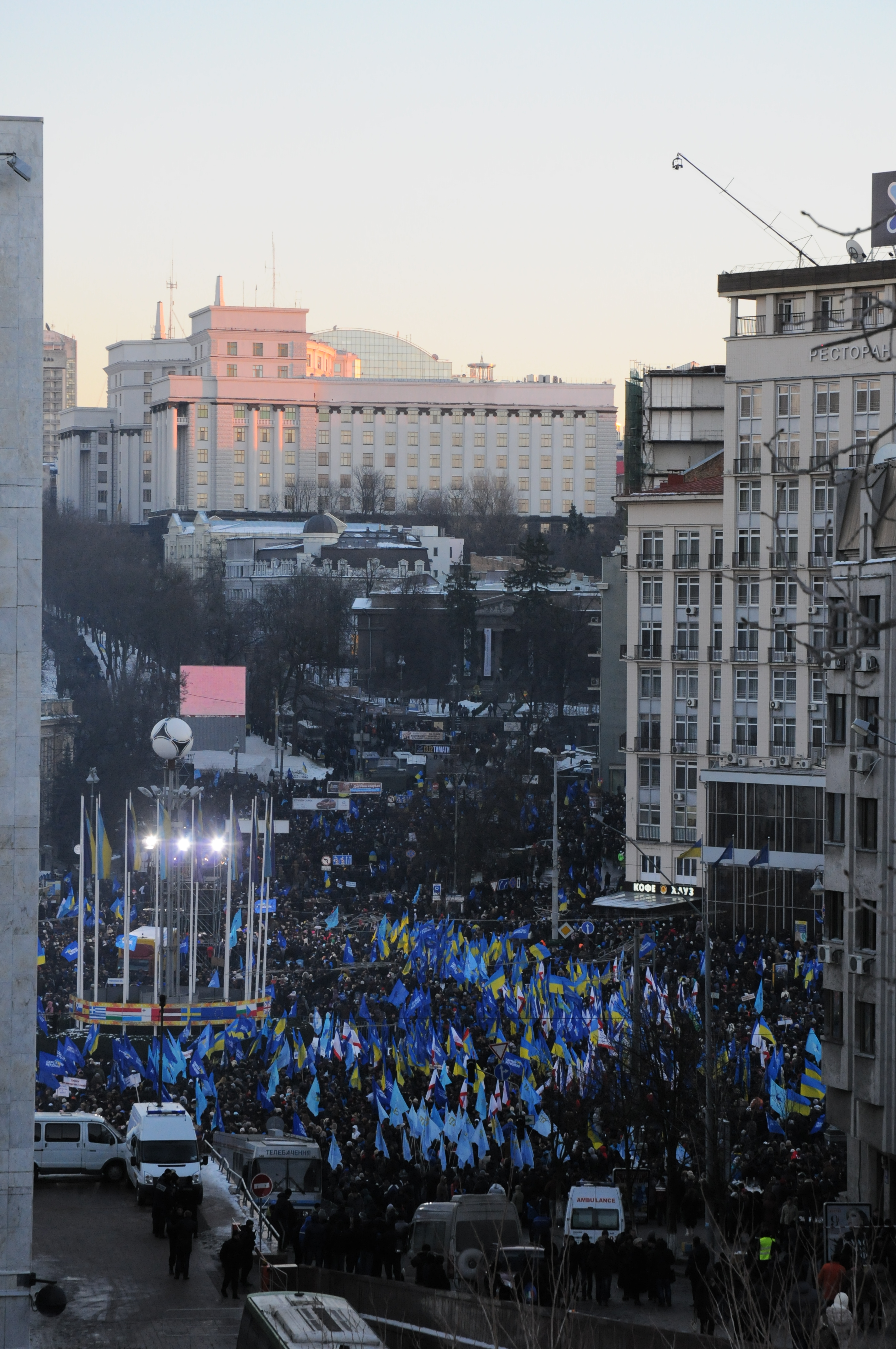
مظاهرة مضادة لاحتجاجات الميدان الأوروبي في 14 ديسمبر 2013

## ردود الفعل الدولية
- روسيا: قال الرئيس فلاديمير بوتين إن المتظاهرين ضد الحكومة في أوكرانيا «يحضرون لمجزرة لا لثورة»، وقال أيضًا إن جزءًا من هؤلاء المتظاهرين منظم جيدًا ويبدو أن المظاهرات مدبرة ومخطط لها من الخارج، وقال أيضًا إنها انطلاقة سيئة للانتخابات الرئاسية المقررة في 2015.[29] اعتبر رئيس الوزراء ديمتري ميدفيديف أن مشاركة مسؤولين أوروبيين في التظاهرات تدخلًا في الشؤون الداخلية لأوكرانيا.[28] مجلس الاتحاد الروسي أصدر بيانًا في 29 يناير جاء فيه «الاضطرابات التي أثارتها المعارضة ليس فيها ما يشبه الاحتجاج السلمي». واعتبر المجلس أنها حملة منظمة لإسقاط السلطة الشرعية.[30]

تظاهر عدد من الأشخاص أمام السفارة الأوكرانية في موسكو تأييدًا لمظاهرات يورو ميدان؛ وألقي القبض على 11 منهم بحجة التظاهر بدون ترخيص. أحد المقبوض عليهم كان بوريس نيمتسوف وهو نائب رئيس حزب بارناس الروسي.
- ألمانيا: زار وزير الخارجية جيدو فيسترفيله المتظاهرين في ساحة الاستقلال بالعاصمة كييف،[6] وقال إن التهديدات والضغوط الاقتصادية التي تمارس على أوكرانيا لردعها عن التقارب مع الاتحاد الأوروبي غير مقبولة.[32]
- الولايات المتحدة: قالت مساعدة وزير الخارجية لشؤون أوروبا وآسيا فيكتوريا نولاند إن الولايات المتحدة تدعم مطالب الأوكرانيين الذين يرون أن مستقبل بلادهم يكمن مع الاتحاد الأوروبي.[32]

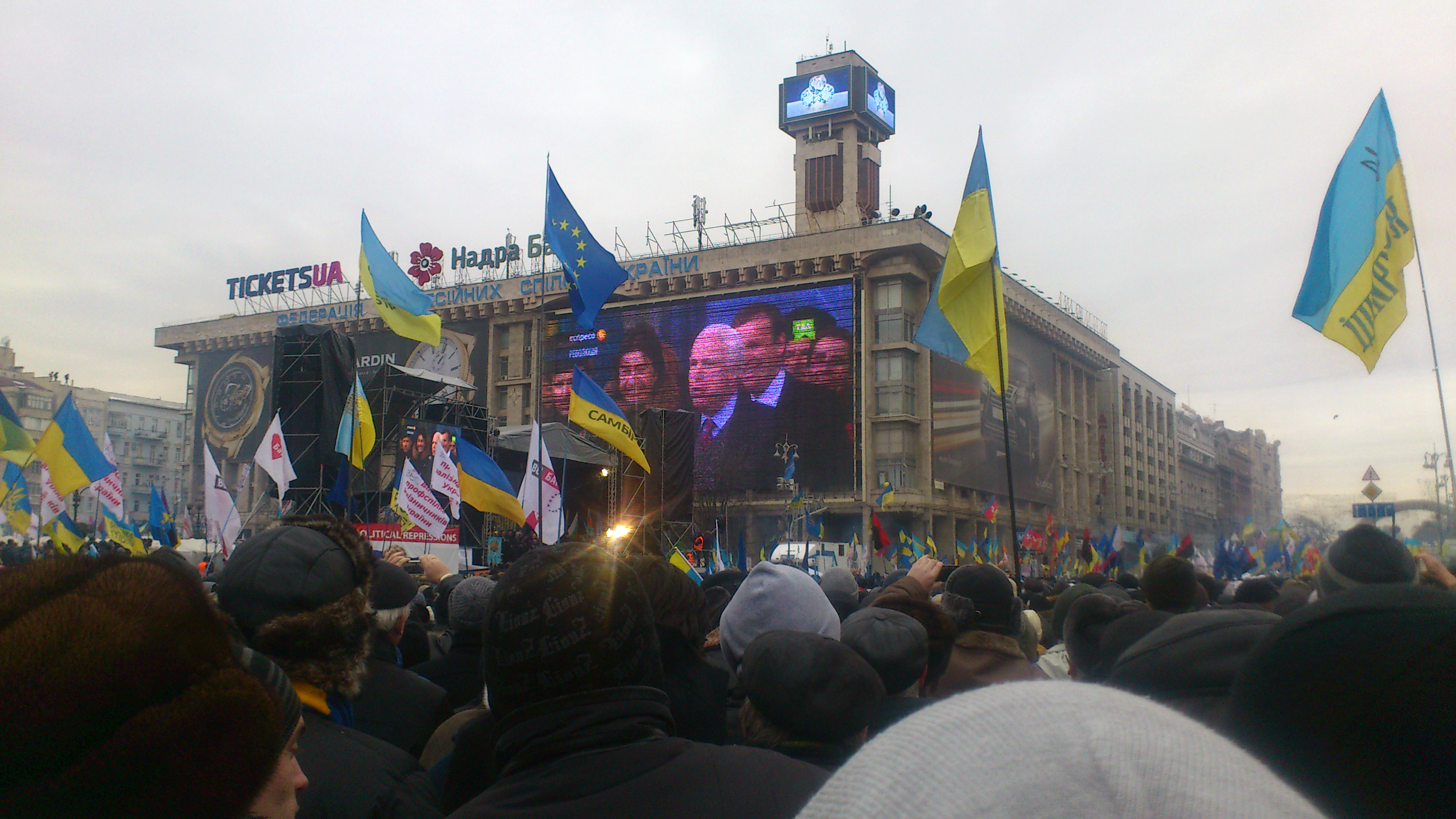
السيناتور الأمريكي جون ماكين مخاطبا الجماهير في الخامس عشر من دسمبر/كانون الأول 2013 في كييف.

## وصلات خارجية
- الميدان الأوروبي  - ويكيميديا كومنز